# Greta breviala
Greta breviala är en fjärilsart som beskrevs av Felix Bryk 1953. Greta breviala ingår i släktet Greta och familjen praktfjärilar. Inga underarter finns listade i Catalogue of Life.